# Халама, Лода
Лода Халама (настоящее имя — Леокадия Халама; пол. Loda Halama; 20 июля 1911, Червинск, Плоцкая губерния, Царства Польского Российской империи — 13 июля 1996, Варшава) — польская танцовщица, киноактриса, хореограф, прима-балерина Большого театра в Варшаве.

## Биография
Родилась в семье циркового акробата и танцовщицы во время гастролей родителей артистов. С шестилетнего возраста начала выступать на цирковой сцене, затем танцевала в семейном ансамбле «Halamki» вместе с матерью и тремя своими сестрами. В 1920-х гг. выступала в варшавских театрах варьете. Стала звездой столичных кабаре.
В начале 1930-х гг. отправилась в Дрезден для совершенствования в хореографии и искусстве танца.
После возвращения на родину завоевала большую популярность не только на сценах кабаре, но и балета. Два сезона была прима-балериной варшавской Оперы, выступала в оперетте и филармонии Варшавы.
Выступление на сцене парижского Vieux Colombier открыло Лоде дорогу на сцены других европейских и других стран мира, в том числе Америки, Германии, Японии, Скандинавии, Латвии и др.
Она не только танцевала в Нью-Йорке и Чикаго, но и занималась там постановкой хореографии оперы С. Монюшко «Галька».
В 1939 выехала в Швейцарию, но в следующем году вернулась в сражающуюся Польшу. Работала медсестрой, участвовала в подпольной деятельности.
В 1943 вновь уехала в Швейцарию, затем перебралась в Великобританию, а затем в США. После окончания войны жила в эмиграции.
В 1948—1958 — в Голливуде, где занималась торговлей недвижимостью. С 1959 жила в Лондоне, имела свой ресторан.
В 1959—1960 — давала выступления на сцене варшавского театра «Syrena». С того времени часто посещала Польшу, жила попеременно в Лондоне и Варшаве.

## Фильмография

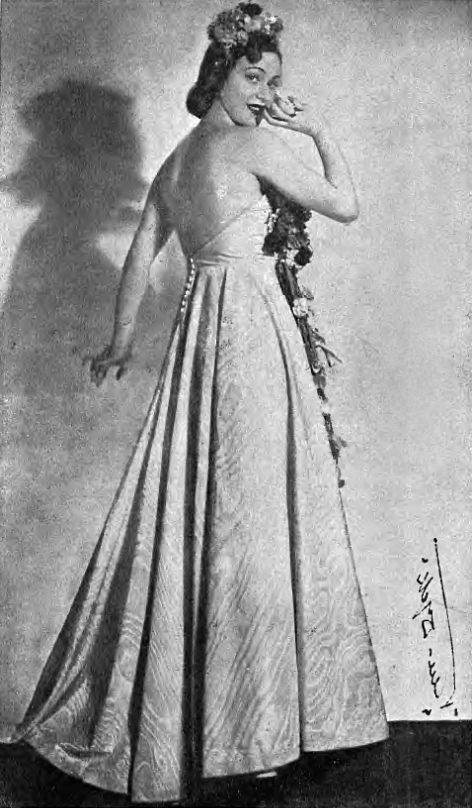
Лода Халама. 1939 г.

Дебютировала ещё в немом кино в 1927 г. Лучше всего Лоде Халама удавались роли, в которых она играла саму себя — танцовщицу.
- 1927 — Усмешка судьбы / Uśmiech losu — танцовщица,
- 1927 — Земля обетованная / Ziemia obiecana — Черный Лебедь,
- 1933 — Прокурор Алиция Горн / Prokurator Alicja Horn — танцовщица в кабаре,
- 1934 — Влюблён, любит, уважает / Kocha, lubi, szanuje (Польша / США) — кассирша Лода,
- 1935 — Любовные маневры / Manewry miłosne — дочь полка,
- 1936 — Август Сильный / August Mocny / August der Starke (Польша / Германия) — Молодая невеста,
- 1936 — Фред осчастливит мир / Fredek uszczęśliwia świat — Лодa,
- 1937 — Женщина и дипломатия, или Варшавский скандал / Dyplomatyczna żona / Abenteuer in Warschau (Польша / Германия)  — танцовщица,
- 1937 — Парад Варшавы / Parada Warszawy
- 1939 — Ложь Кристины / Kłamstwo Krystyny — танцовщица,
- 1950 — Gambling House — Собеская